# Diocèse de Nîmes
Le diocèse de Nîmes (en latin : Dioecesis Nemausensis) est un diocèse de l'Église catholique en France. Son siège se situe à la cathédrale Notre-Dame-et-Saint-Castor de Nîmes.

## Histoire
Le diocèse de Nîmes est érigé dès le IVe siècle. Il est cité pour la première fois en 396 lors de la tenue du concile de Nîmes.
En 1694, le diocèse d'Alais est érigé par démembrement de celui de Nîmes.
Le diocèse de Nîmes est supprimé par la Constitution civile du clergé, adoptée par l'Assemblée nationale constituante le 12 juillet 1790 et sanctionnée par Louis XVI le 24 août 1790 suivant, qui prévoit la création d'un diocèse par département. Sa suppression n'est pas reconnue par le pape Pie VI. À la suite du Concordat de 1801, qui prévoit le découpage de la France en 59 diocèses, il n'est pas rétabli : par la bulle Qui Christi Domini du 29 novembre 1801, le pape Pie VII incorpore le territoire du diocèse de Nîmes à celui d'Avignon qui couvre alors le département du Gard et la majeure partie de celui de Vaucluse.
Par la bulle Paternae caritatis du 6 octobre 1822, Pie VII rétablit le diocèse de Nîmes sur un territoire qui couvre l'ensemble du département du Gard. Il est rattaché à l'Archidiocèse métropolitain d'Avignon
Par un bref du 27 avril 1877, le pape Pie IX autorise l'évêque de Nîmes à relever les titres d'évêque d'Uzès et d'évêque d'Alais (Alès). Le diocèse porte depuis cette date la dénomination complète de diocèse de Nîmes, Uzès et Alès.
Depuis 2002, le diocèse de Nîmes est rattaché à la province ecclésiastique de Montpellier. En janvier 2009, l'ancien siège épiscopal d'Arisitum, situé sur le territoire diocésain, est restauré en tant que siège titulaire.

## Territoire
Le territoire actuel du diocèse de Nîmes couvre l'intégralité du département du Gard, ainsi que quatre communes du département de l'Ardèche dont trois (Bessas, Vagnas et Labastide-de-Virac) historiquement rattachées au diocèse de Viviers et une (Orgnac-l'Aven), historiquement rattachée à l'ancien diocèse d'Uzès. Ces communes sont rattachées à la paroisse de Goudargues-Barjac.
Le diocèse de Nîmes confine : à l'ouest, avec le diocèse de Rodez ; au nord-ouest, avec celui de Mende, couvrant le Gévaudan ; au nord, avec celui de Viviers, couvrant le Vivarais ; au nord-est, avec l'archidiocèse d'Avignon ; au sud-est, avec l'archidiocèse d'Aix-en-Provence et Arles ; et, au sud-ouest, avec l'archidiocèse de Montpellier.

### Société d'histoire du diocèse
Le Comité de l'art chrétien est fondé en 1876 à l'initiative de l'évêque Besson. Il est initialement destiné à la préservation des monuments religieux. Après la Séparation, il élargit son objet aux études « archéologiques » et « historiques ».
De fait, il se consacre surtout à la recherche historique. Il se dote aussi d'une bibliothèque, que Robert Dalverny qualifie de « mine à exploiter », à propos « des évènements historiques » comme « des personnalités, des communautés paroissiales, des œuvres ou mouvements religieux gardois ».
Elle organise des conférences, et en 2001 un colloque consacré à « l'Église catholique dans le Gard au XXe siècle », dont les actes sont recueillis dans son Bulletin.
La Société d'histoire du diocèse de Nîmes prend le relais en 2006.
Le président de la SHDN est depuis 2011 André Chapus.

## Lieux de culte majeurs
- Cathédrale Notre-Dame-et-Saint-Castor de Nîmes
- Cathédrale Saint-Jean-Baptiste d'Alès
- Cathédrale Saint-Théodorit d'Uzès
- Église abbatiale de Saint-Gilles du Gard

## Affaires sexuelles
Bertrand Daudé, curé de Sommières, envoie par internet sous pseudonyme, des photos de femmes ou d’hommes dénudés pour obtenir en retour des clichés similaires d’adolescents. Il est condamné, en septembre 2021, à 3 ans de prison dont 18 mois avec sursis probatoire pour corruption de mineurs en attirant des adolescents sur les réseaux sociaux,.